# Ricardo Rada
Ricardo de Rada y Peral (Málaga, 5 de febrero de 1885 - Madrid, 8 de junio de 1956) fue un militar africanista español, de ideas carlistas, que participó en la guerra civil española (1936-1939) en el bando nacional o sublevado. Durante la Dictadura franquista alcanzó importantes mandos militares, alcanzando el empleo de Teniente General del Ejército de Tierra.

## Biografía

### Familia
Hijo del matrimonio formado por Natalia del Peral Obispo y de Ricardo de Rada; descendiente del General Rada, héroe en la tercera guerra carlista muerto en el Asedio a Bilbao.
Casado en Granada el año 1911 con María de la Presentación Martínez y Martínez.
El matrimonio tuvo cinco hijos: Ricardo, Doctor Ingeniero de Montes;[cita requerida] Francisco, Médico Militar que formó parte de la División Azul; Juan, Abogado y Productor de cine con Cifesa); María de la Presentación y Manuel Víctor, funcionario y noble.

### Carrera militar

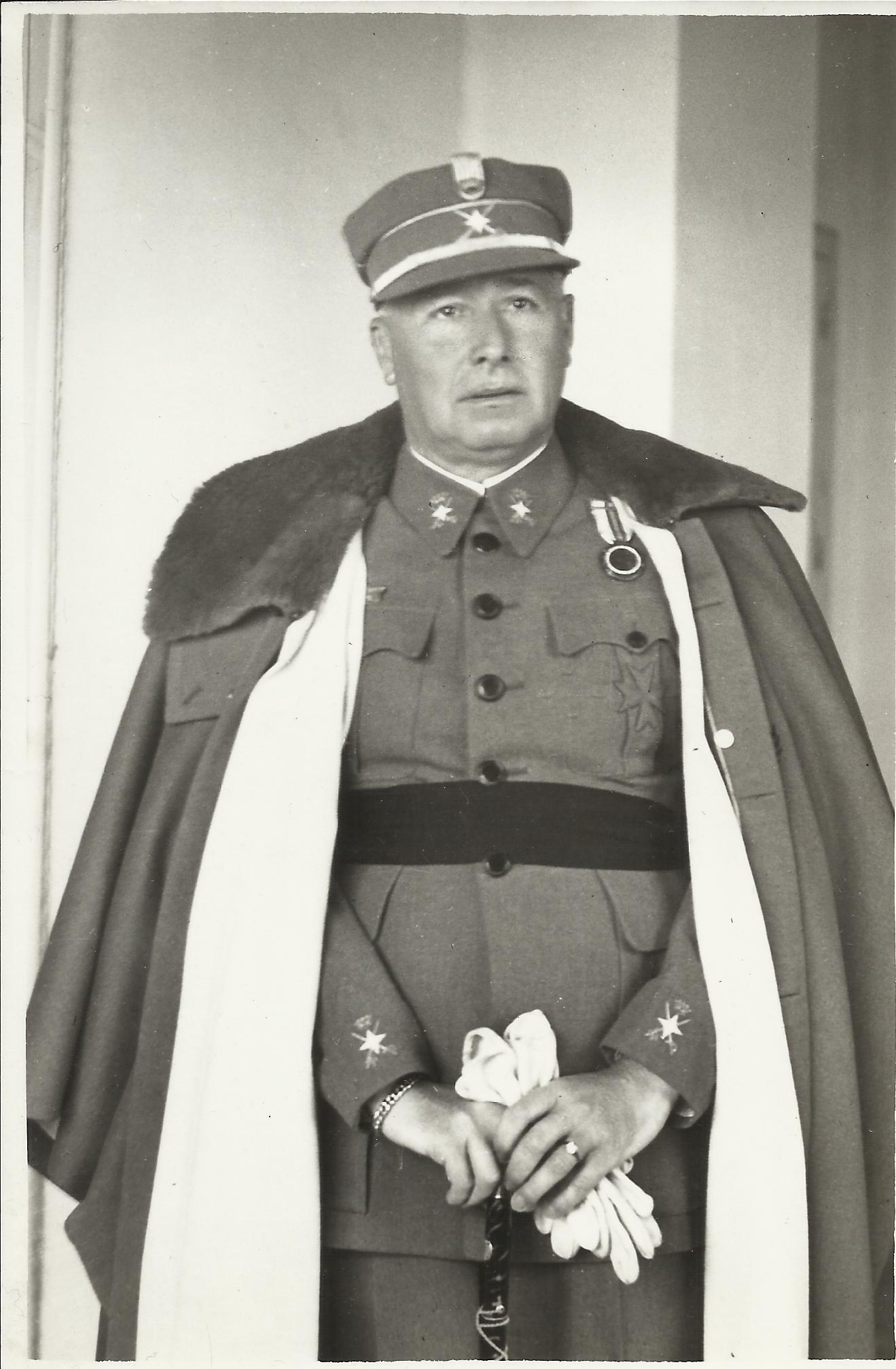
General Ricardo de Rada.

Formado en la Academia de Infantería de Toledo destaca en la guerra del Rif. Mandó la 6.ª Bandera de la Legión Española y después la primera, siendo el primer jefe que desembarcó en Alhucemas.
De ideología tradicionalista, el 1 de mayo de 1935 fue nombrado inspector general de Requetés, organizando militarmente a 30.000 voluntarios debidamente encuadrados. Ese mismo año ingresaría como vocal en la Junta Central de la clandestina Unión Militar Española (UME), dedicada a conspirar contra la República. En las Elecciones Generales de febrero de 1936 se presentó como candidato por la Circunscripción electoral de Almería dentro de la coalición derechista, filiado políticamente a la Comunión Tradicionalista. Obtuvo 49.623 votos, pero no logró acta de diputado, al ganar las izquierdas en esa circunscripción.

### Guerra civil
Prepara militarmente a las Milicias de Falange así como Tercios de Requetés, todos ellos para poder participar en la conspiración que daría lugar el Golpe de Estado de julio de 1936. En la noche del día 18 al 19 de julio concentró en Pamplona a 10 000 Requetés Navarros, lo que le garantizó el éxito de la sublevación.
Combatió en el Frente de Madrid, Somosierra y Navafría, así como en la Batalla del Jarama, al mando de la I Brigada de la División Reforzada de Madrid (ésta, a su vez, al mando del General Orgaz; La mañana del 20 de enero de 1937, tras un intenso y fortísimo combate, con la Mehal-la de Larache y un tabor de Tiradores de Ifni reconquistó el Cerro de los Ángeles. Más tarde pasaría al Sector de Cáceres y, en 1938, combatió en la Batalla del Ebro y en el Frente de Castellón, al mando de la 152.ª División Marroquí.

### Posguerra
El 21 de octubre de 1941 fue nombrado vocal suplente del Tribunal Especial de Represión de la Masonería y Comunismo.
Comandó una Delegación Militar Española que visitó Dunkerque y las consecuencias de la retirada aliada en la Segunda Guerra Mundial. Durante la Dictadura franquista ostentó numerosos mandos militares: comandante general de Melilla, primer general en jefe de la División Acorazada N.º 1, capitán general de la II Región Militar y director del Museo del Ejército.

### Grado militar
- segundo teniente 1909
- teniente primero 1911
- capitán 1916
- comandante 1923
- teniente coronel 1929
- coronel 1936
- general de brigada 1938
- general de división 1942
- teniente general 1946

## Condecoraciones y honores
- Medalla Militar Individual.

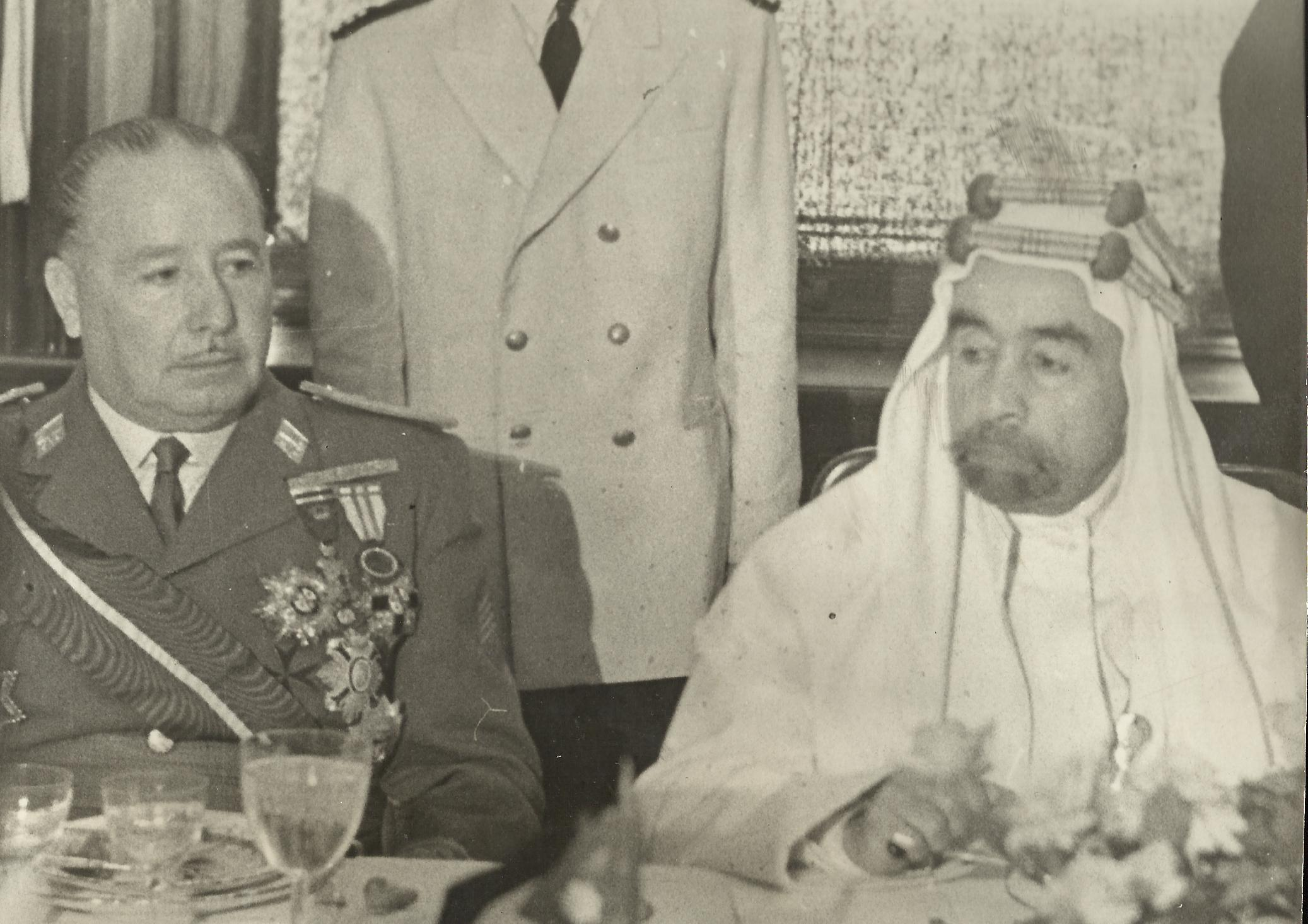

- Caballero de la Legión de Honor (Francia).
- Cruz de segunda clase de María Cristina.
- Cruz del Mérito Militar de Primera Clase.
- Cruz del Mérito Militar de Segunda Clase.
- Medalla de Sufrimientos por la Patria.
- Cruz del Mérito de la Orden del Águila Negra (Alemania).
- Gran cruz de la Orden de Mehdavia (Marruecos).
- Caballero gran cruz de la Orden de Avis (Portugal).
- Gran oficial de la Orden de la Corona de Italia (Italia).
- Caballero de la Real Maestranza de Caballería de Granada.
- Caballero gran cruz de la Orden de San Hermenegildo.
- Gran cruz de la Orden del Mérito Militar.
- Gran cruz del Mérito Naval.
- Gran cruz de la Orden del Mérito Civil.
- Gran Oficial de la Orden Militar de Ayacucho (Perú).
- Medalla de la Independia de 1.ª Clase, concedida por el Rey de Jordania Abd Allah ibn Husayn.